# Jan Lipavský
Jan Lipavský, češki politik; * 2. julij 1985, Praga, Češka.
Je češki informacijskotehnološki menedžer in politik. Je član Češke piratske stranke in je od 17. decembra 2021 minister za zunanje zadeve v vladi Petra Fiale. Pred tem je bil od oktobra 2017 do oktobra 2021 član poslanske zbornice.

## Mladost
Lipavský se je rodil 2. julija 1985 v Pragi. Diplomiral je iz mednarodnega področja na Fakulteti za družbene vede Karlove univerze v Pragi. Dva semestra je v sklopu programa Erasmus študiral na Univerzi v Kentu v Združenem kraljestvu.

## Politična kariera
Lipavský je bil od leta 2017 do 2021 član poslanske zbornice. Po čeških parlamentarnih volitvah leta 2021 je bil imenovan na mesto ministra za zunanje zadeve v vladi premierja Petra Fiale. Predsednik republike Miloš Zeman je izrazil nestrinjanje z imenovanjem Lipavskega za zunanjega ministra.